# 후안 카를로스 오소리오
후안 카를로스 오소리오(스페인어 : Juan Carlos Osorio, 1961.6.8~ )는 콜롬비아 출신의 전직 축구 선수이자 축구 감독이다. 상대 팀을 철저하게 분석하고 연구하며 맞춤형 전술을 세우는 것으로 유명한 감독이라 별명이 교수님(스페인어 : El Profesor)이라고 한다. 실제 멕시코 축구 팬들도 오소리오 감독을 '오소리오 교수님'이란 별명으로 즐겨 부른다고 한다.

## 선수 시절
오소리오의 선수 시절 커리어는 별로 보잘 것 없었다. 1982년 콜롬비아의 데보르티보 페레이라란 구단에서 프로 무대에 데뷔하여 2년 간 활동했다. 선수 당시 포메이션은 미드필더였다고 한다. 1984년 브라질의 SC 인테르나시오나우로 이적하여 1년 간 선수 생활을 하였고 1986년에 다시 자국의 온세 칼다스로 돌아와 선수 생활을 했으나 1987년에 치명적인 부상을 입어 선수 생활을 더 이상 지속할 수 없게 되었고 결국 26세의 나이에 선수 생활을 그만두게 되었다고 한다.

## 감독 시절
선수 생활을 그만 둔 오소리오는 곧바로 지도자의 길에 나섰고 미국의 메트로스타즈 수석코치로 첫 지도자의 세계에 입문했다. 그리고 1년 후 영국으로 건너가 잉글리시 프리미어리그의 맨체스터 시티 수석코치로 부임해 2005년까지 4년 간 케빈 키건 감독을 보좌하였다. 그가 처음 수석코치로 부임할 당시 맨체스터 시티는 2부 리그인 챔피언십에 있었으나 첫 시즌에 프리미어리그에 승격하는데 성공했고 2002-2003 시즌에서 9위, 2003-2004 시즌에서 16위, 2004-2005 시즌에서 8위를 하며 프리미어리그 중위권까지 안착시키는데 성공했다. 이후 다시 콜롬비아로 돌아와 밀리오나리오스 FC 감독으로 부임해 처음으로 감독직을 맡았고 1년 후 미국으로 건너가 시카고 파이어 SC, 뉴욕 레드불스 등의 감독을 맡아 주로 남미와 미국에서 감독 생활을 이어갔다. 그리고 2010년 다시 고국 콜롬비아로 돌아와 본인의 마지막 선수 생활을 했던 온세 칼다스 감독으로 부임해 리그 타이틀을 따냈고 멕시코의 클럽 푸에블라와 아틀레티고 나시오날, 브라질의 상파울루 FC 감독 등을 역임했다. 그러던 중에 2015년 CONCACAF컵 폐막 이후 기자 폭행사건으로 물의를 일으킨 미겔 에레라 감독이 경질되자 멕시코 축구 국가대표팀으로 부임하게 되었다.
그가 멕시코 대표팀 감독으로 부임하여 처음으로 치르게 된 국제 대회는 코파 아메리카 개최 100주년을 기념하여 치러진 특별 대회인 코파 아메리카 센테나리오였다. 이 당시 멕시코는 우루과이, 베네수엘라, 자메이카와 함께 C조에 속했다. 이 때 멕시코는 1차전에서 강적 우루과이를 3 : 1로 꺾었고 2차전에서 자메이카를 2 : 0으로 꺾으며 2승으로 일찌감치 8강 진출을 확정지었다. 3차전에서 베네수엘라를 상대로 1 : 1로 비겨 2승 1무라는 준수한 성적으로 조 1위를 차지했다. 그러나 8강전에서 칠레에 0 : 7로 대패를 기록하여 이 때문에 상당히 매서운 여론의 질타를 받아야 했다.
2번째 국제대회는 2015년 CONCACAF컵 우승국 자격으로 출전하게 된 2017년 FIFA 컨페더레이션스컵이었다. 이 때 멕시코는 개최국인 러시아, 유로 2016 우승국인 포르투갈, 2016년 OFC 네이션스컵 우승국인 뉴질랜드와 함께 A조에 편성되었다. 멕시코는 1차전에서 난적 포르투갈과 2 : 2로 비긴 뒤 뉴질랜드와 러시아를 각각 2 : 1로 격파하고 2승 1무의 성적으로 포르투갈에 골 득실에서 밀리며 조 2위로 4강 진출에 성공하였다. 그러나 4강에서 주전 선수들을 빼고 신예들을 대거 투입한 독일에 맥없이 무너지며 1 : 4로 대패하고 말았다. 3위 결정전 상대는 조별리그 1차전에서 만났던 포르투갈이었다. 멕시코는 후반 9분에 터진 루이스 네투의 골로 리드하고 있었지만 종료 직전 페페에게 동점골을 허용하였고 연장 전반 14분에 역전골까지 허용하며 결국 1 : 2로 역전패를 당해 4위에 그쳤다.
3번째 국제대회는 바로 2018년 FIFA 월드컵이었다. 멕시코는 독일, 스웨덴, 대한민국과 함께 F조에 편성되었다. 1차전 상대는 바로 작년 컨페더레이션스컵에서 1 : 4로 패배했던 독일이었다. 독일은 21세기에 치른 4번의 월드컵에서 조별리그 1차전에선 항상 4득점 이상의 득점을 기록하며 막강한 공격력을 과시하는 팀이었다. 그러나 오소리오는 독일을 철저하게 분석하여 독일의 맹공을 막강한 수비로 막아내고 빠른 역습을 감행하는 작전으로 맞섰고 마침내 전반 35분에 터진 이르빙 로사노의 결승골로 1 : 0으로 승리해 33년 만에 독일을 꺾는데 성공했다. 2차전 대한민국과의 경기에서도 수비수 장현수의 반칙으로 얻어낸 페널티킥을 카를로스 벨라가 성공시켰고 역시 장현수의 수비 실책을 놓치지 않은 하비에르 에르난데스의 골로 2 : 1 승리를 거두었다. 그러나 스웨덴과의 3차전에선 졸전을 벌이며 0 : 3으로 대패했고 하마터면 탈락할 뻔 했지만 대한민국이 독일을 2 : 0으로 꺾는 이변을 일으킨 덕분에 스웨덴에 이어 조 2위로 16강에 진출했다. 16강전 상대는 브라질이었는데 멕시코는 전반전까지는 브라질의 공격을 잘 방어하며 0 : 0으로 버텼으나 후반전에 잇달아 허를 찔리며 결국 0 : 2로 패배했고 멕시코의 16강 징크스를 넘어서는데 실패하고 말았다.